# Арнульф Абеле
Арнульф Абеле (нім. Arnulf Abele; 8 листопада 1914, Нюрнберг — 2 липня 2000, Гопферау) — німецький офіцер, майор вермахту, оберст бундесверу. Кавалер Лицарського хреста Залізного хреста.

## Біографія
Поступив на службу фанен-юнкером у 21-й піхотний полк. З січня 1936 до 1 березня 1937 року навчався у військових школах Постдама і Дебріца. 1 квітня 1937 року призначений командиром роти.
З 1 серпня 1937 року — ад'ютант 126-го прикордонного піхотного батальйону 118-го піхотного полку.
З 1 жовтня 1937 року — квартирмейстер генерального командування прикордонних частин Саарпфальцу. 17 вересня 1939 року командування переформоване у 24-й армійський корпус.
Після початку Другої світової війни Абеле перевели у Вестфалію, де 1 січня 1940 року його призначили командиром роти 127-го прикордонного піхотного полку. В складі полку брав участь у Французькій кампанії (3 10 травня 1940).
З 1 лютого 1940 року — командир роти 208-го піхотного полку, в складі якого брав участь у боях на південній ділянці Східного фронту. Згодом призначений командиром роти 218-го гірського полку, в складі якого брав участь у боях в Лапландії.
З 17 лютого 1943 року — командир 1-го батальйону 134-го піхотного полку (1 червня 1943 року полк переформований у 132-й рейхсгренадерський полк «Гроссмейтер Німецького ордена»).
Батальйон Абеле перекинули на Італійський фронт, де він дислокувався у Бельмонте як частина 14-го танкового корпусу (10-а армія).
27 січня 1944 року батальйон прибув на місце дислокації, щоб заповнити прогалину в обороні. Обіцяні підкріплення так і не надійшли. Згодом на батальйон напали франко-марокканські частини і розпочався жорстокий ближній бій. Гірська артилерія не дала наступаючим можливості підвести підкріплення. У відчайдушному бою (коли в німців закінчились гранати, вони почали кидати у ворога каміння) німці відбили атаку і взяли тактично важливе абатство Колле. За успішну оборону і взяття абатства Абеле був нагороджений Лицарським хрестом Залізного хреста.
26 вересня 1944 року Абеле потрапив у американський полон, звільнений 15 жовтня 1946 року.
16 грудня 1955 року поступив на службу в бундесвер. 31 березня 1973 року вийшов у відставку.

## Звання
- Лейтенант (20 квітня 1937)
- Оберлейтенант (1 серпня 1939)
- Гауптман (20 квітня 1942)
- Майор (20 квітня 1944)
- Оберстлейтенант (5 вересня 1957)
- Оберст (23 грудня 1964)

## Нагороди
- Залізний хрест
  - 2-го класу (25 липня 1940)
  - 1-го класу (22 січня 1942)
- Штурмовий піхотний знак в сріблі
- Медаль «За зимову кампанію на Сході 1941/42»
- Нагрудний знак «За поранення» в чорному (28 жовтня 1942)
- Лицарський хрест Залізного хреста (22 лютого 1944)
- Офіцерський хрест ордена «За заслуги перед Федеративною Республікою Німеччина» (28 грудня 1972)